# George Vancouver
George Vancouver (22. června 1757 King's Lynn, Norfolk – 10. května 1798 Petersham, Surrey) byl důstojníkem Královského námořnictva, je znám svými průzkumy Severní Ameriky, především tichomořského pobřeží dnešního Oregonu, Washingtonu a Britské Kolumbie; prozkoumával ale i jihozápadní pobřeží Austrálie.

## První plavby
George Vancouver se narodil v King's Lynnu v Anglii. V patnácti letech se plavil Tichým oceánem na HMS Resolution pod velením kapitána Jamese Cooka. Byla to Cookova druhá plavba (1772–1775) a Vancouverova první námořní služba. Účastnil se i třetí Cookovy plavby (1776–1779), ale tentokrát na palubě HMS Discovery, sesterské lodi HMS Resolutionu.
Po návratu do Británie v roce 1779 byl Vancouver povýšen do hodnosti poručíka. Nalodil se na šalupu HMS Martin hlídkující v Lamanšském průlivu.
Další služba zavedla Vancouvera na 74dělovou řadovou loď HMS Fame, která se podílela na britském vítězství v bitvě o Saintes v roce 1782.
Během služby v Západní Indii využil své průzkumné a mapovací schopnosti a za přispění Josepha Whidbeye, který později sloužil jako jeho navigátor, zmapoval Port Royal a přístav v Kingstonu.
V roce 1789 Královské námořnictvo plánovalo další plavbu do Tichomoří. Měl ji velet Henry Roberts, jeden z chráněnců kapitána Cooka, a Vancouver měl být jeho zástupce. Přímo pro plánovanou výpravu byla zakoupena nová HMS Discovery.
Když španělské síly obsadily ostrov Nootka v zálivu Nootka, expedice byla odložena. Španělsko a Británie byly blízko válce, ale nakonec bylo dosaženo dohody. Nicméně spor přerušil přípravy na expedici. A než byl spor o záliv Nootka urovnán a dohody podepsány, dostal se Roberts z dosahu do Afriky a Vancouverovi bylo 15. prosince 1790 svěřeno velení.

## Vancouverovy plavby
Lodě Jeho Veličenstva vypluly 1. dubna 1791, Discovery a Chatham propluly Biskajský záliv a směřovaly k Madeiře. Kvůli špatnému počasí a nízké plavební výkonnosti Chathamu minuly Madeiru a zakotvily až na Kapverdských ostrovech. Expedice plula východní cestou, přičemž zmapovala jižní pobřeží Tasmánie a u Nového Zélandu objevila ostrovy Chatham a Suaréz. Od Tahiti pokračovala k Sandwichovým ostrovům (dnes Havajské ostrovy).
Vancouver sledoval pobřeží dnešního státu Washington a Oregon na sever. V červnu 1792 pojmenoval Burrard Inlet po svém příteli siru Harry Burrardovi. V říjnu 1792 poslal lodního poručíka Williama Roberta Broughtona s několika čluny proti proudu řeky Columbia. Broughton se dostal až k soutěsce Columbia River Gorge, spatřil a pojmenoval Mount Hood. Vancouver vplul do úžiny Juan de Fuca Strait mezi ostrovem Vancouver a poloostrovem Olympic. Zamýšlel prozkoumat každý záliv a úžinu v oblasti, a mnohokrát musel užívat člunů, když byly zátoky příliš úzké pro jeho lodě. Setkal se se španělskou výzkumnou výpravou, kterou vedl Dionisio Alcala Galiano a Cayetano Valdes y Flores, a po nějakou dobu s nimi mapoval Pugetův záliv.
Později plul Vancouver k ostrovu Nootka poblíž ostrova Vancouver, kde byl nejdůležitější přístav oblasti a kde se měl setkat se španělským velitelem. Juan Francisco de la Bodega y Quadra byl velmi srdečný a vyměnil si s Vancouverem mapy, které již pořídili, ale žádná další dohoda nebyla uzavřena, proto se rozhodli čekat na další instrukce. Po návštěvě Kalifornie strávil Vancouver zimu výzkumem Sandwichových ostrovů.
Následujícího roku se vrátil ke břehům Britské Kolumbie a postupoval dále na sever. Dostal se až na 56° s. š., ale severní části byly prozkoumány již Cookem, proto se vydal Vancouver na jih ke Kalifornii, doufal, že se setká s Bodegou y Quadrou a splní svou misi, ale Španěl tam nebyl. Zimu strávil opět na Sandwichových ostrovech.
V roce 1794 proplul Cookův záliv, dosáhl nejsevernějšího místa své plavby, odtud se plavil na jih podél pobřeží k ostrovu Baranof, který navštívil už rok předtím. Na zpáteční cestě do Anglie zkoumal Galapágy a proplul kolem mysu Horn, čímž obeplul Zemi.
Vancouverova výprava splnila své úkoly, přesně zmapovala severozápadní pobřeží Severní Ameriky a zjistila mylný předpoklad polohy Severozápadního průjezdu. Vancouverovo jméno dnes nese ostrov a několik měst. Vancouver zemřel v ústraní ve 40 letech.
Vancouverovo příjmení je poangličtěným nizozemským příjmením van Coevorden.